# Polyschides elongatus
Polyschides elongatus är en blötdjursart som först beskrevs av Henderson 1920.  Polyschides elongatus ingår i släktet Polyschides och familjen Gadilidae. Inga underarter finns listade i Catalogue of Life.